# Ankawa (Irak)
Ankawa o Ainkawa es una pequeña ciudad iraquí poblada por asirios, que se encuentra 5 km al norte de la gran ciudad de Erbil (que posee 1,2 millones de habitantes) y 4 km al este del Aeropuerto Internacional de Erbil.
- عنكاوا (‘Ankāwā), en árabe
- Enkawa, en kurdo
- ܥܢܟܒܐ, en siríaco

## Historia
Ankawa fue originalmente llamada Bet Amka, que más tarde se transformó en Amku-Bad, Amkawad, y finalmente Ankawa.
El nombre de la ciudad se menciona en varios libros históricos, incluyendo el libro del obispo e historiador católico Gregorio Bar Hebraeus (1226-1286) titulado Una breve Historia de los países, donde afirma: «Las tropas mongoles atacaron la zona de Erbil un domingo de julio de 1285, y alcanzaron algunos pueblos, incluyendo Ankawa.
Ankawa cuenta con numerosos yacimientos arqueológicos, como The Hill (‘La Colina’ en inglés), que en 1945 fue registrada como un sitio arqueológico en Irak.
También es la sede de la Umra d'Mar Yosip (la catedral de San José), cabecera actual del arzobispado católico caldeo de Erbil.
Recientemente, esta localidad se ha convertido en un asentamiento principal de asirios en Irak. Una de las principales razones para la migración de la población se debe a que la banda terrorista musulmana del Estado Islámico invadió la meseta de Nínive.
La Iglesia asiria del Oriente, que lleva varias décadas establecida en Chicago (Estados Unidos), ha decidido ayudar a sus seguidores a escapar de Nínive y refugiarse en el Kurdistán iraquí.